# Marge Champion
Marge Champion, właściwie Marjorie Celeste Belcher (ur. 2 września 1919 w Los Angeles, zm. 21 października 2020 tamże) – amerykańska tancerka, choreografka i aktorka.

## Życiorys
Była córką hollywoodzkiego choreografa i nauczyciela tańca Ernesta Belchera. Sama zaczęła tańczyć od najmłodszych lat. Już jako 12-latka została instruktorką baletu w studiu tańca swego ojca. W 1937 została zatrudniona przez studio animacyjne The Walt Disney Company jako model tańca do filmu animowanego Królewna Śnieżka i siedmiu krasnoludków. Jej taneczne ruchy były kopiowane w celu zwiększenia realizmu animowanej postaci Śnieżki. Później taniec Champion był wykorzystywany w kolejnych filmach wytwórni Disneya: Pinokio (1940), Fantazja (1940) i Dumbo (1941). W latach 40. i 50. występowała w musicalach wytwórni MGM. Wielokrotnie partnerował jej wtedy na ekranie ówczesny mąż Gower Champion.

## Życie prywatne
Była trzykrotnie zamężna. Po raz pierwszy wyszła za mąż jako 18-latka poślubiając 12 lat starszego Arta Babbitta – animatora w wytwórni Disneya, który był m.in. twórcą postaci Goofy’ego. Małżeństwo trwało 3 lata. W 1947 jej mężem został aktor i tancerz Gower Champion, z którym potem często występowała na scenie i ekranie. Ich małżeństwo przetrwało 26 lat; rozwiedli się w 1973. Para miała dwóch synów. Jej trzecim mężem został w 1977 reżyser Boris Sagal (ojciec Katey Sagal). Od 1981, kiedy to Sagal zginął w tragicznym wypadku na planie filmowym, Marge Champion pozostała wdową.
Jej przyrodnia siostra Lina Basquette również była aktorką i tancerką.

## Filmografia
- Na skrzydłach sławy (1939) jako przyjaciółka Irene
- Mr. Music (1950)
- Statek komediantów (1951) jako Ellie Mae Shipley
- Cienki lód (1952) jako Clarisse
- Dajcie dziewczynie szansę (1953) jako Madelyn Corlane
- Jupiter’s Darling (1955) jako Meta
- Three for the Show (1955) jako Gwen Howard
- Przyjęcie (1968) jako Rosalind Dunphy
- Pływak (1968) jako Peggy Forsburgh

## Wyróżnienia
Posiada swoją gwiazdę na Hollywoodzkiej Alei Gwiazd.